# Kaplice
Kaplice (en allemand : Kaplitz) est une ville du district de Český Krumlov, dans la région de Bohême-du-Sud, en République tchèque. Sa population s'élevait à 7 562 habitants en 2024.

## Géographie
Kaplice est arrosée par la Malše, se trouve à 16 km au sud-est de Český Krumlov, à 27 km au sud de České Budějovice et à 149 km au sud de Prague.

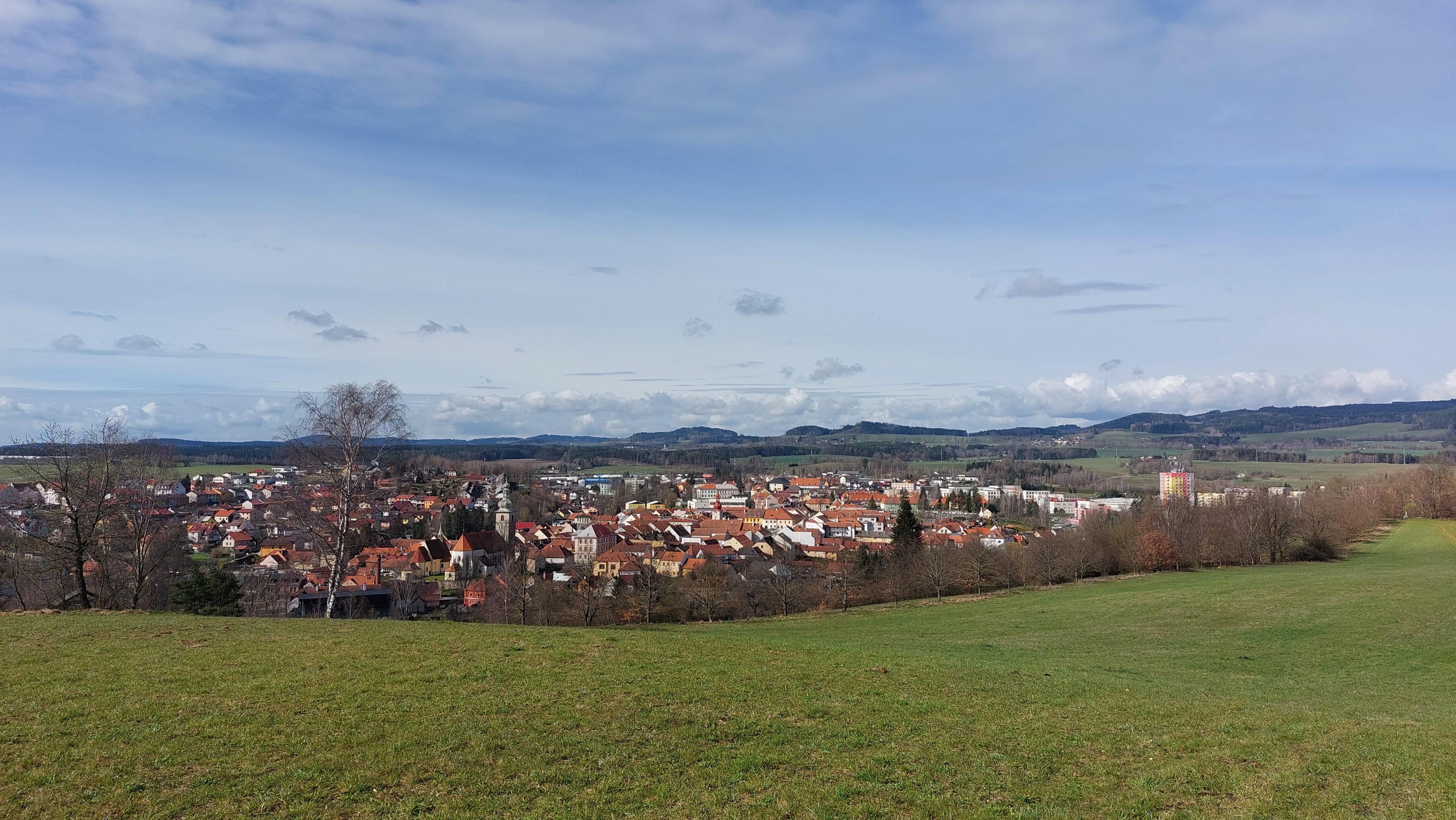
Kaplice : vue générale.

La commune est limitée par Netřebice et Svatý Jan nad Malší au nord, par Besednice, Soběnov et Benešov nad Černou à l'est, par Malonty, Dolní Dvořiště et Bujanov au sud, et par Omlenice et Střítež à l'ouest.

## Histoire
La première mention écrite de la localité remonte à 1257.

## Administration
La commune se compose de onze sections :
- Blansko
- Dobechov
- Hradiště
- Hubenov
- Kaplice
- Květoňov
- Mostky
- Pořešín
- Pořešinec
- Rozpoutí
- Žďár

## Transports
Par la route, Kaplice se trouve à 20 km de Český Krumlov, à 30 km de České Budějovice et à 182 km de Prague.

## Jumelage
- Freistadt (Autriche)